# 松坂千尋
松坂 千尋（まつざか ちひろ、1957年 - ）は、一般社団法人日本放送協会(NHK)の経営企画局長を経て、同専務理事。退職後、公益財団法人宮崎県立芸術劇場の理事長兼館長。宮崎県生まれ。

## 概要
2014年から黄木紀之の後任として編成局計画管理部長を務め、NHK放送センター建て替え計画策定にあたった。2017年から菅康弘の後任として経営企画局長を務め、新3か年経営計画策定を行ったのち、理事に昇格し、新放送センター業務や人事、経理、財務を統括。

## 略歴
- 1979年3月、宮崎県立宮崎南高等学校卒業[3]
- 1983年3月、東京大学法学部卒業
- 1983年4月1日、NHK入社[1]
- 1983年5月、NHK静岡放送局
- 1988年8月、NHK報道局ニュースセンター
- 1998年6月、NHK報道局取材センター社会部記者
- 2000年5月、NHK浦和放送局放送部副部長
- 2003年6月、NHK報道局取材センター社会部記者
- 2004年6月、NHK報道局取材センター社会部副部長
- 2005年6月、NHK報道局取材センター社会部担当部長
- 2008年6月、NHK報道局記者
- 2009年6月、NHK報道局ニュース制作センターテレビニュース部エグゼクティブ・プロデューサー
- 2010年、NHK報道局取材センター社会部長[1]
- 2012年、NHK報道局編集主幹[1]
- 2014年6月13日、NHK編成局計画管理部長
- 2016年4月25日、NHK広報局長[4]
- 2017年4月25日、NHK経営企画局長[5]
- 2018年4月、NHK理事（新放送センター業務統括、人事・労務統括、財務・経理統括）[6]
- 2020年4月、専務理事（経営企画統括、グループ経営統括、グループ経営改革統括補佐）[7]
- 2022年4月、退任後、秘書室特別主幹[8]
- 2024年6月、公益財団法人宮崎県立芸術劇場　理事長兼館長就任

## NHK理事として
仙台放送局企画総務部の経理担当の男性職員が不正な経理処理で約54万円を着服したとして、30日付で懲戒免職処分となったことを受け、担当役員であった松坂千尋理事は給料の20%を自主返納している。

## 過去の担当番組
- NHKニュース（テレビニュース部エグゼクティブ・プロデューサー）